# مسجد رفاعی

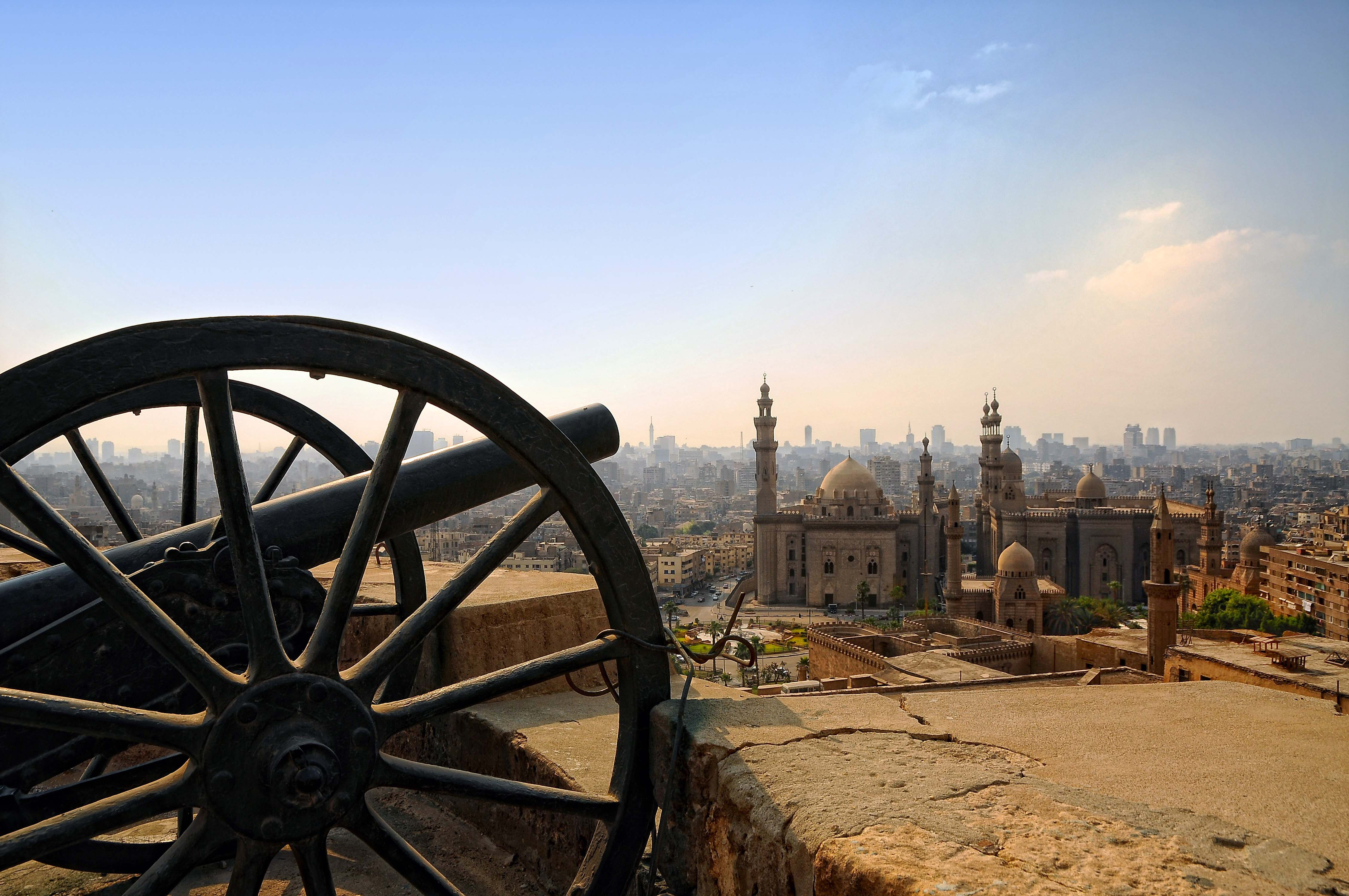
نمایی از دو مسجد مهم و تاریخی، رفاعی (راست) و سلطان حسن (چپ) از فراز قلعه صلاح‌الدین در مرکز شهر قاهره.

مسجد رفاعی (به عربی: جامع الرفاعی) که «مسجد سلطنتی» نیز نامیده شده در مرکز شهر قاهره در کشور مصر واقع شده‌است. این مسجد در بین سال‌های ۱۸۶۹ تا ۱۹۱۲ بنا شده و یکی از زیباترین مسجدهای جهان اسلام به‌شمار می‌آید. این مسجد آرامگاه شخصیت‌های برجسته‌ای همچون ملک فاروق، پدرش ملک فؤاد، دخترانش فریال، فادیه، فوزیه، خواهرش فوقیه و همسر اولش فریده و همچنین محمدرضا پهلوی آخرین پادشاه ایران است.
پیکر رضاشاه پهلوی تا زمانی که به ایران تحویل داده نشده بود، مومیایی و در این مسجد به امانت گذاشته شد. محمد رضا پهلوی در همان نقطه‌ای که پیکر پدرش به امانت گذاشته شده بود به خاک سپرده شد.

## آرامگاه‌های مشهور

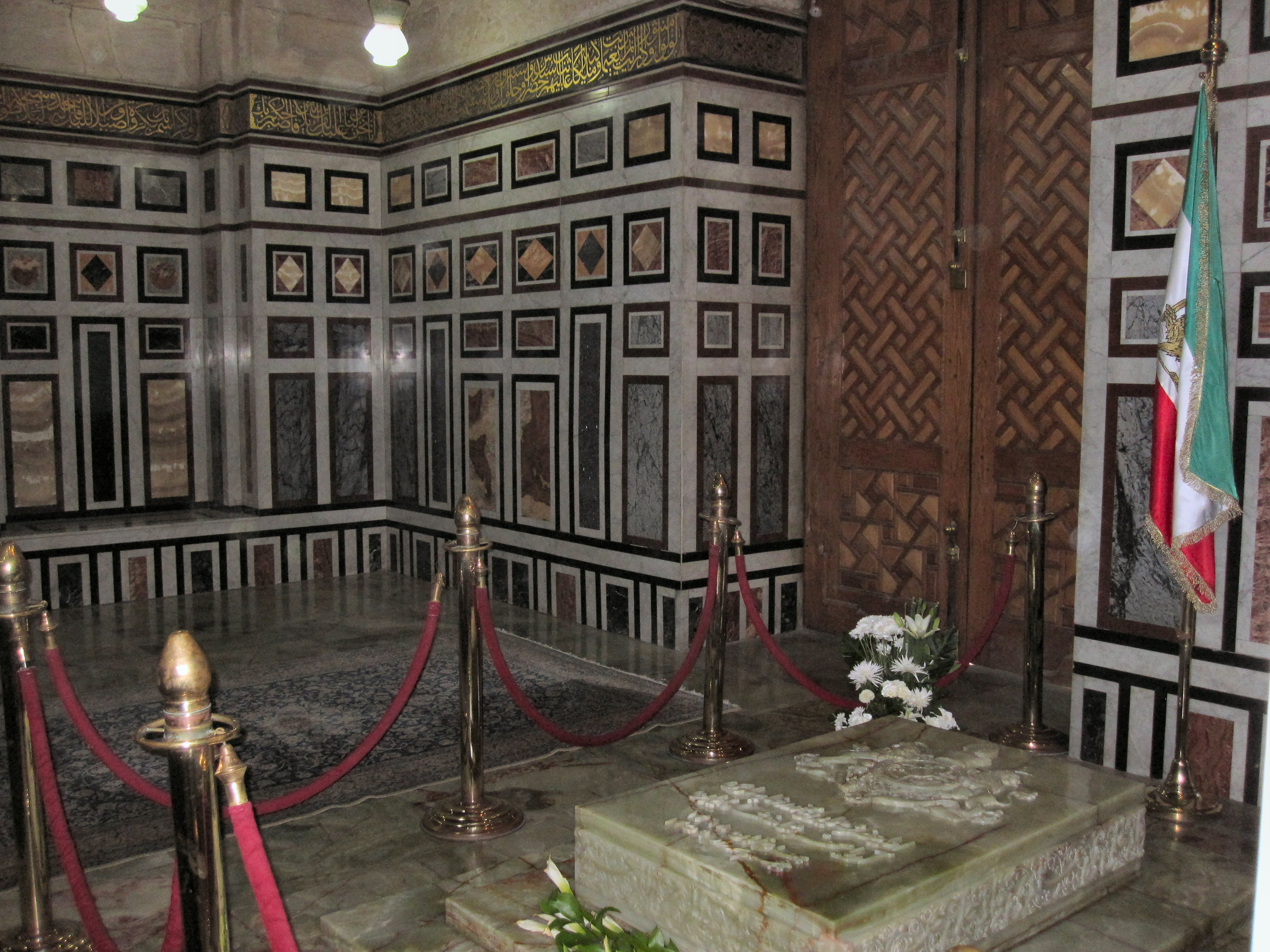
مقبره محمدرضا شاه پهلوی، آخرین پادشاه ایران.

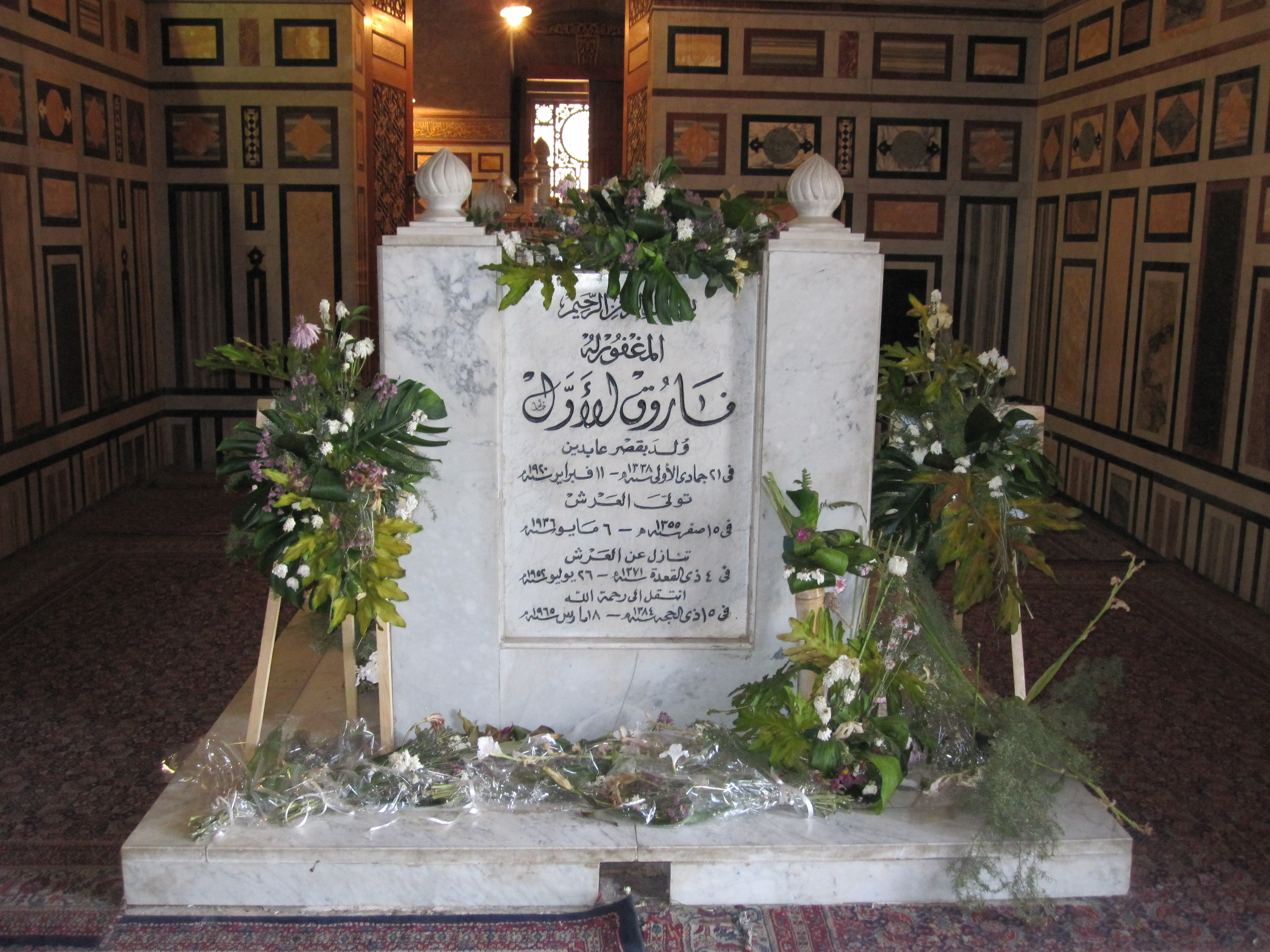
آرامگاه ملک فاروق، آخرین پادشاه مصر.

مسجد الرفاعی آرامگاه شخصیت‌هایی همچون محمدرضا پهلوی و فوزیه ملکه اسبق ایران و ملک فاروق، آخرین پادشاه مصر است. پیکر شاه ایران در مسجد الرفاعی قاهره به امانت گذاشته شده‌است. محمدرضا شاه پهلوی در وصیت‌نامه خود خواسته بود تا در خاک ایران دفن شود.